# Frío (álbum)
Frío es el tercer álbum de estudio solista del músico estadounidense Robi Draco Rosa y el primero usando ese mombre, lanzado en 1994 bajo el sello Sony Music.
Tras mudarse varias veces y participar en diferentes proyectos musicales, a principios de la década de 1990, Rosa cambió legalmente sus nombres de Robert Edward a Draco Cornelius, deseando dejar atrás su vieja imagen y estilo de vida.
Así, en 1994, lanzó su primer álbum como Robi Draco Rosa, que a diferencia de sus anteriores trabajos musicales, contiene canciones en español, y se caracteriza por una mezcla de géneros como el pop y el rock latino.
| N.º | Título                            | Duración |  |
| 1.  | «Cruzando puertas»                | 4:08     |  |
| 2.  | «Y qué me importa»                | 3:12     |  |
| 3.  | «Cuándo pasará»                   | 3:48     |  |
| 4.  | «Frío»                            | 4:28     |  |
| 5.  | «Mamá»                            | 3:44     |  |
| 6.  | «Guajira»                         | 4:15     |  |
| 7.  | «Tu tren se va»                   | 4:23     |  |
| 8.  | «Casi una diosa»                  | 3:45     |  |
| 9.  | «Pasión»                          | 4:49     |  |
| 10. | «Camarón»                         | 4:33     |  |
| 11. | «Almas diferentes, almas gemelas» | 3:50     |  |
| 12. | «Volver»                          | 4:39     |  |
| 13. | «Mama Hue»                        | 4:06     |  |